# Ida Björnberg
Ida Pernilla Björnberg, född 31 december 2006, är en svensk fotbollsspelare som spelar för AIK.

## Biografi
Björnberg inledde sin karriär i moderklubben Rynninge IK. Det blev sedan en flytt till Örebro SK, där även seniordebuten genomfördes 2021. Intresset blev snabbt stort och Björnberg värvades till KIF Örebro år 2022 och debuterade i damallsvenskan samma år. När Örebro åkte ur damallsvenskan 2024 valde hon att förlänga kontraktet med klubben. Efter en stark start i Elitettan värvades Björnberg till Damallsvenska AIK där det blev mål i debutmatchen mot Kristianstad DFF.
Hon har även representerat det svenska damlandslaget på U17- och U19-nivå.